# Кирил II Кондарис
Кирил II Кондарис (на гръцки: Κύριλλος Β΄ Κονταρής, Кирилос Кондарис) е православен духовник, 3 пъти вселенски патриарх в Цариград между 1633 и 1639 година, основен противник на патриарх Кирил I Лукарис.

## Биография
Роден е в средата на XVI век в македонския град Бер. Учи в йезуитското богословско училище в Галата. В 1618 година е избран за берски митрополит. В 1621 г. е заточен за кратко и заменен от Тимотей, но скоро се връща на престола в Бер.
Кондарис е основната фигура на йезуитите в борбата им с тайния калвинист Кирил Лукарис. В 1630 година главата на капуцините в Цариград Аршанж де Фосе изпраща писмо от Кондарис до крал Луи XIII, който интервенира пред Светия престол, и Кондарис получава от Рим опрощение за „схизма и ерес“.
На 6 октомври 1632 година Кондарис е избран за вселенски патриарх с помощта на йезуитите, като запазва и берския трон. Кондарис успява да се задържи патриарх само до 11 октомври, тъй като английският и холандският посланик успяват да издействат връщането на своя кандидат Лукарис. Кондарис е заточен на Тенедос. Освободен е от заточението и се връща в Бер, като изпълнява задълженията на митрополит до 1635, когато на 1/10 март отново става патриарх. Остава на трона 16 месеца, след което е свален с обвинение, че е скъперник и заточен на Родос. Смята се, че Кондарис е подбудител за убийството на Лукарис.
Избран е за трети път за патриарх през юни 1638 г. Председателства през 1638 г. Синода, който анатемосва предшественика му. За да се спечели подкрепата на западните католически сили, на 15 декември 1638 година официално обявява приемането на католицизма. Въпреки това в края на юни 1639 г. е свален и заточен в Тунис. На 24 юни 1640 година е удушен от охраната си, след като отказва да приеме исляма.